# Sakura Andō

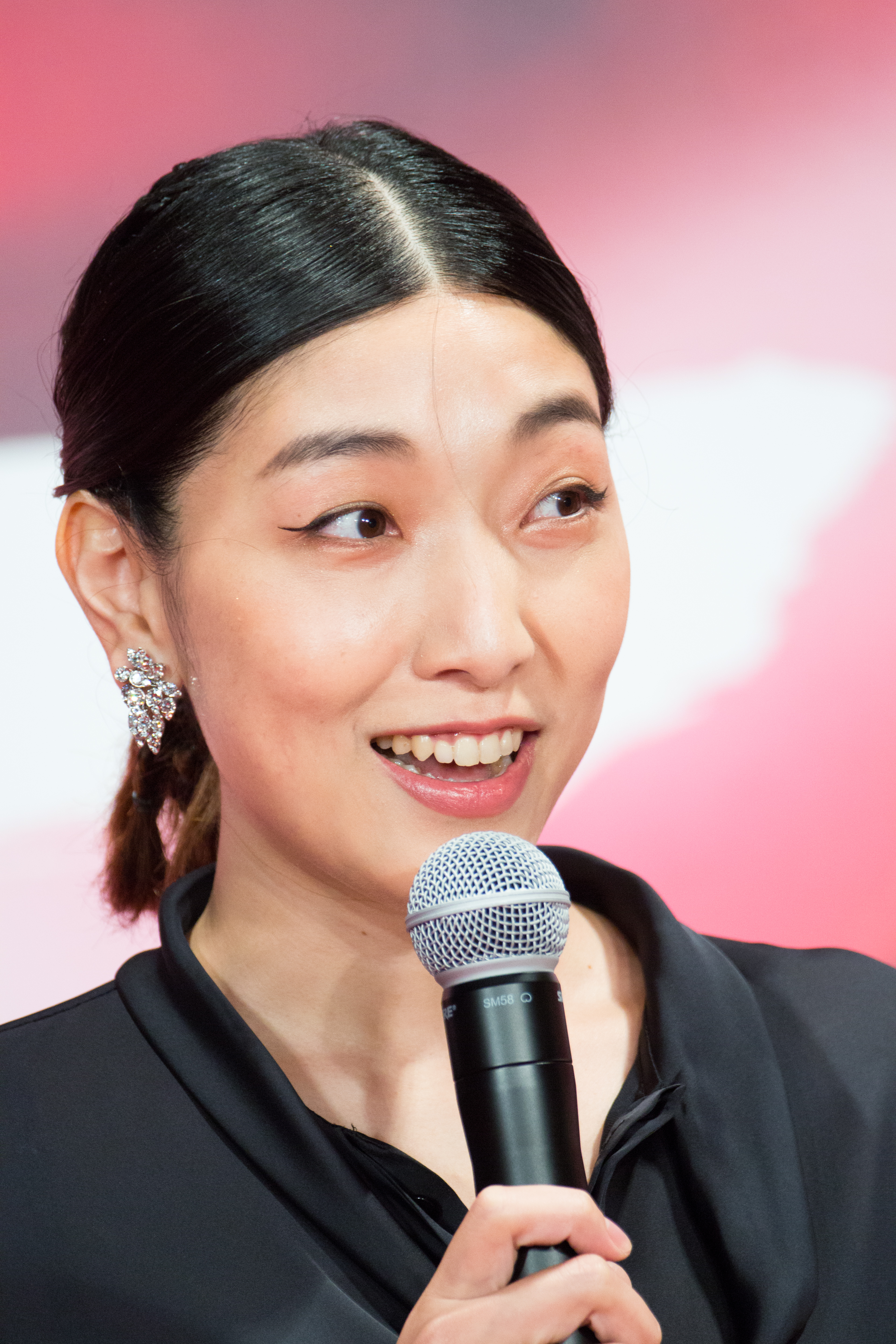
Sakura Andō (2017)

Sakura Andō (anhörenⓘ, japanisch 安藤 サクラ Andō Sakura, * 18. Februar 1986) ist eine japanische Schauspielerin.

## Karriere
Andō wurde 2010 mit dem Preis als beste Nebendarstellerin beim 31. Yokohama Film Festival für u. a. Love Exposure ausgezeichnet.
2018 erhielt sie vielfach positive Kritiken für ihre Darstellung der Nobuyo Shibata im Film Shoplifters – Familienbande von Regisseur Hirokazu Kore-eda. Fünf Jahre später arbeitete sie erneut mit dem Koreeda an Die Unschuld (2023) zusammen.

## Filmografie (Auswahl)
- 2008: Love Exposure (Ai no Mukidashi)
- 2012: For Love’s Sake (Ai to makoto)
- 2018: Shoplifters – Familienbande (Manbiki kazoku)
- 2023: Die Unschuld (Kaibutsu)
- 2023: Godzilla Minus One (Gojira Mainasu Wan)